# Carambola

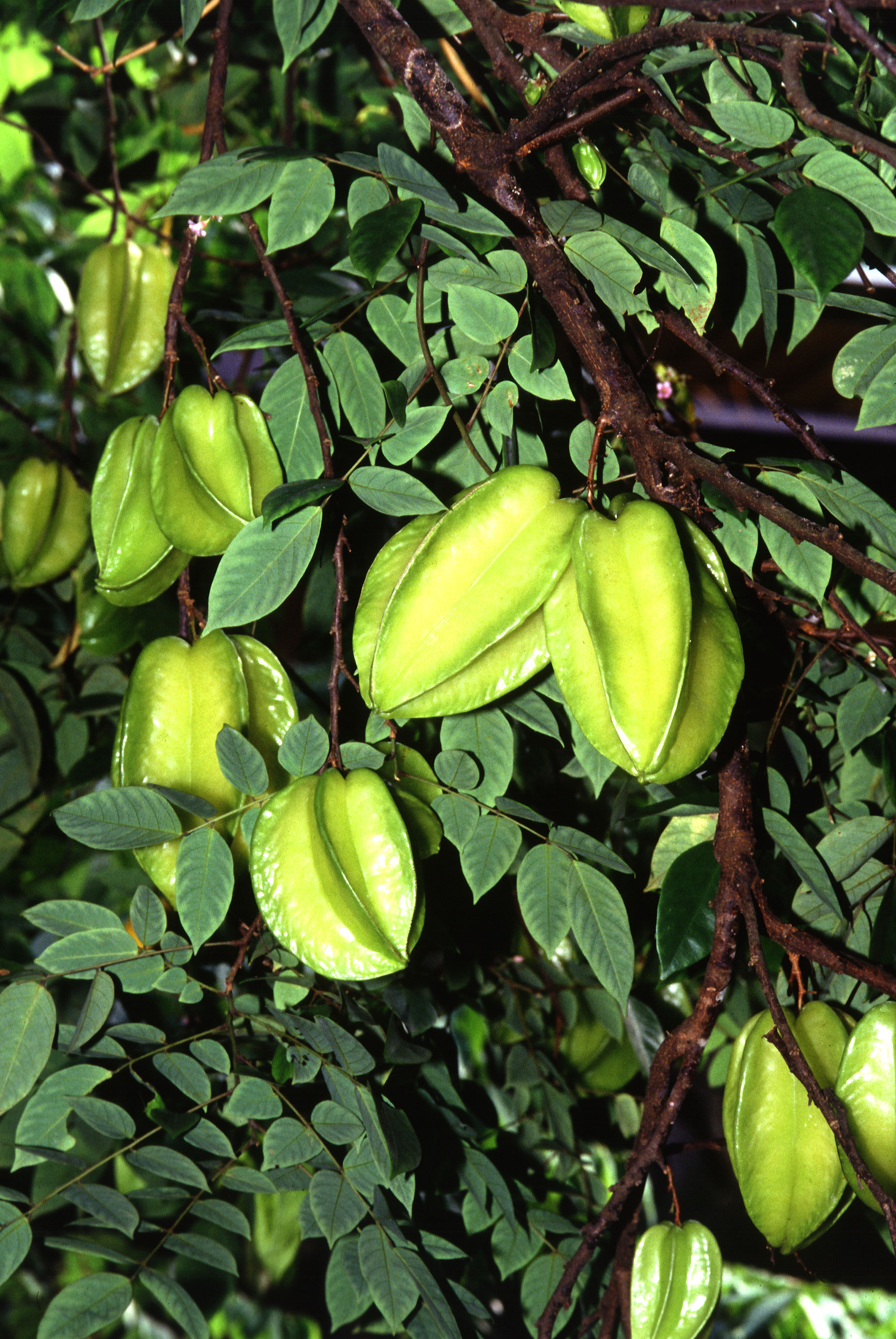
Fructe crude în copac

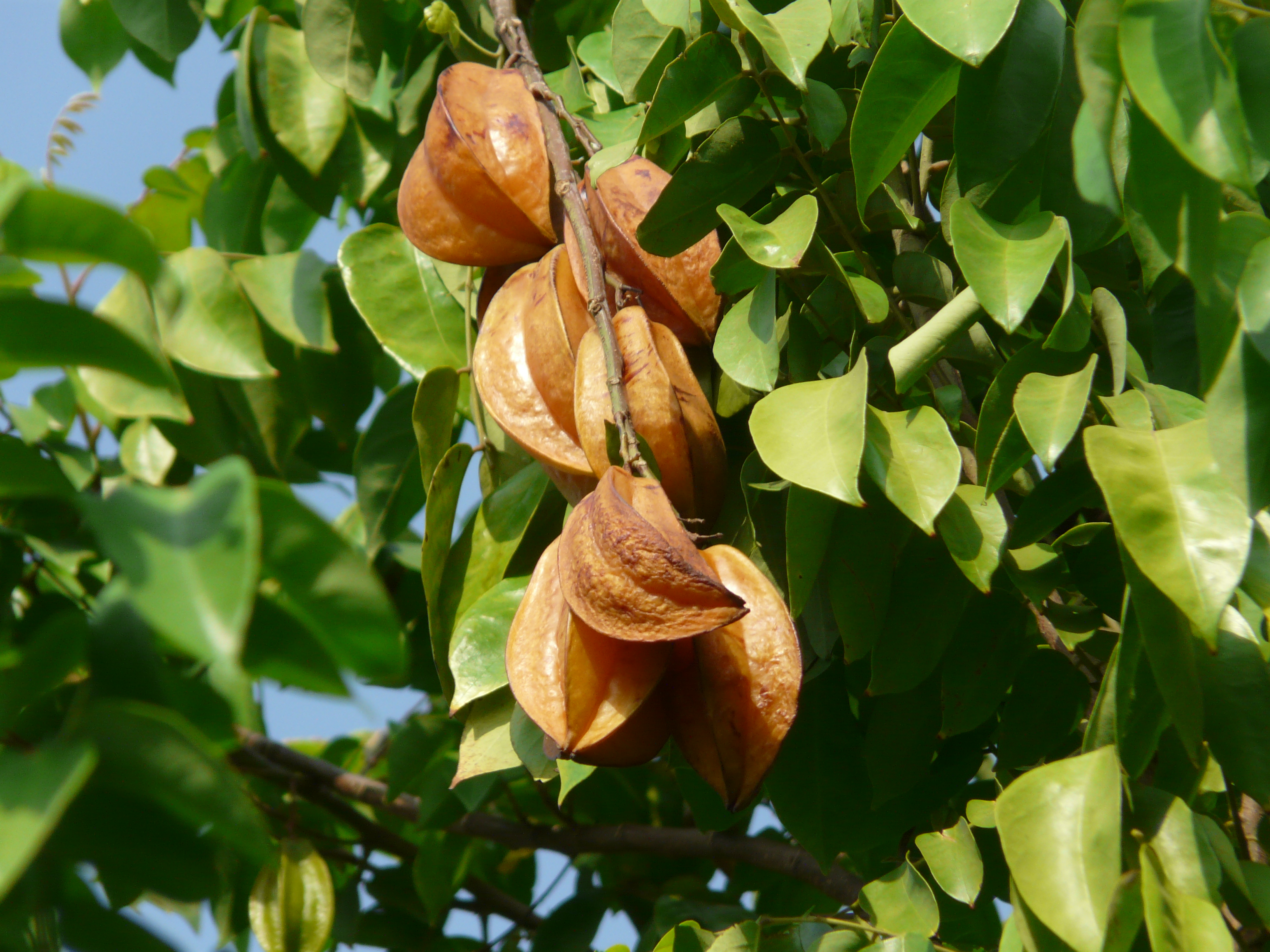
Carambola

Carambola este fructul plantei Averrhoa carambola, o specie de copac nativă Asiei. Are culoare galbenă, galbenă-aurie sau verde și, de cele mai multe ori, gustul acru, dulce sau dulce-acru. Datorită formei sale atunci când este feliat transversal, carambola mai este numit și „fructul stea”.
Pentru a putea crește, arborele carambola are nevoie de un climat tropical/subtropical.